# 쌍둥이자리 37
쌍둥이자리 37(37 Geminorum)은 쌍둥이자리 방향으로 지구로부터 약 56광년 떨어진 곳에 있는 G형 주계열성이다.
쌍둥이자리 37은 우리 태양과 분광형상 비슷하나 조금 더 무겁고, 좀 더 밝고, 크기 또한 좀 더 크다. 태양과 여러 면에서 비슷하기 때문에 쌍둥이 태양으로 분류할 수 있다. 따라서 만약 이 별 주위에 지구와 비슷한 암석 행성이 있다면 생명체가 발생하기에 적합한 환경이 조성될 것이다. 그러나 아직 이 별을 도는 외계 행성은 발견되지 않았다.
2003년 9월 애리조나 주립 대학교 천체생물학자 마거릿 턴불은 그녀가 작성한 바 있는 HabCat 항성 목록에 기초하여, 쌍둥이자리 37을 생명체 있는 자식 행성을 거느릴 가능성이 있는 천체로 꼽았다.
2001년 9월 3일 유라시아 최대 규모의 70미터 행성탐사 레이다 망원경 유파토리아를 이용, 쌍둥이자리 37에 METI 메시지를 보냈다. 이 메시지는 2057년 쌍둥이자리 37에 도달할 것이다.

## 같이 보기
- 유사 태양